# Geografía de Túnez
Túnez es un país del África mediterránea, que limita al oeste con Argelia, al sureste con Libia y al norte y noreste con el mar Mediterráneo. Su geografía física es diversa, distinguiéndose tres zonas claramente diferenciadas: el norte montañoso y de costa verde, las planicies centrales y el sur árido, dominado por el desierto del Sáhara.

## Geografía física

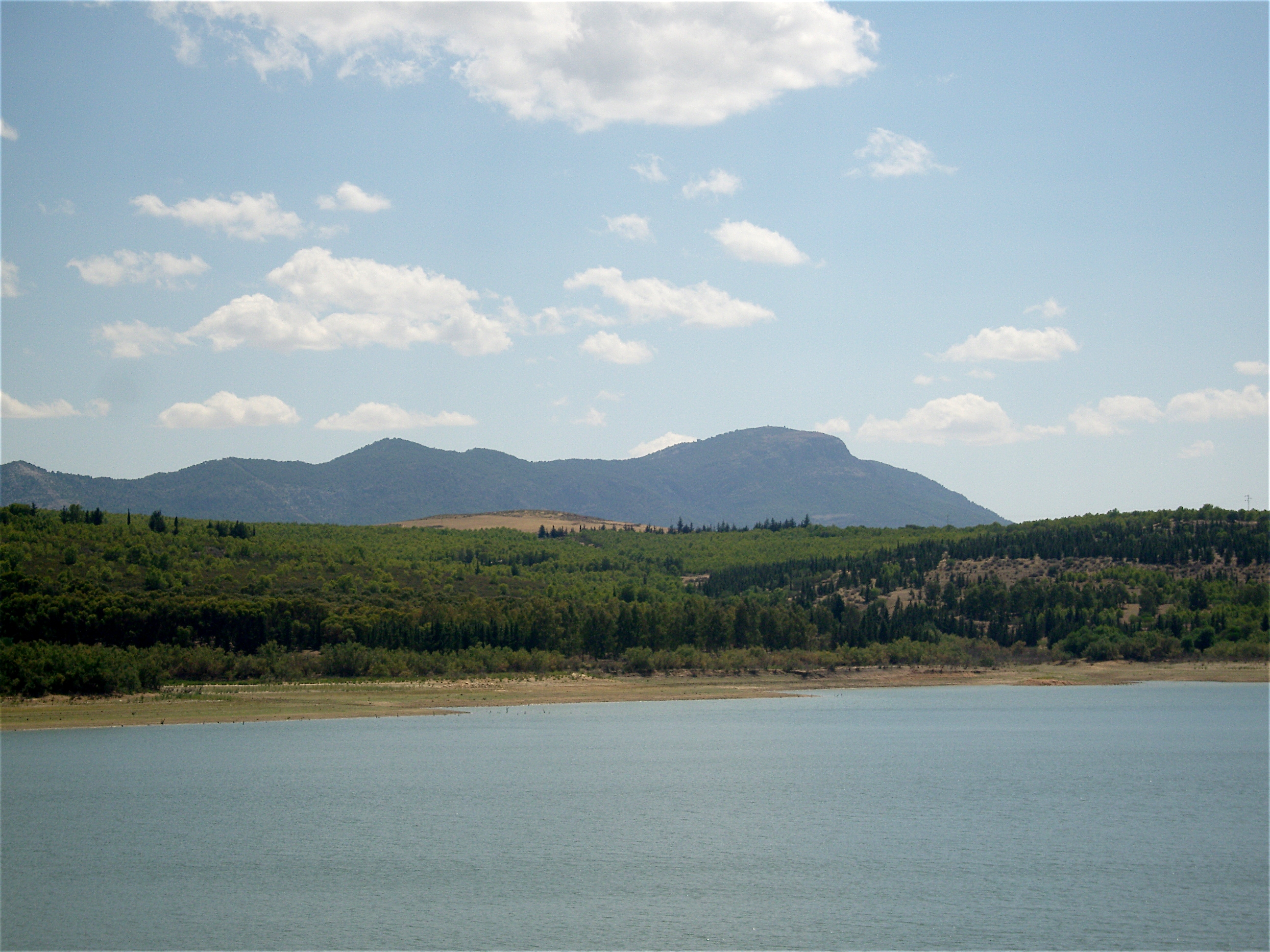
Djebel Ballouta. Las costas situadas al norte de Túnez son verdes.

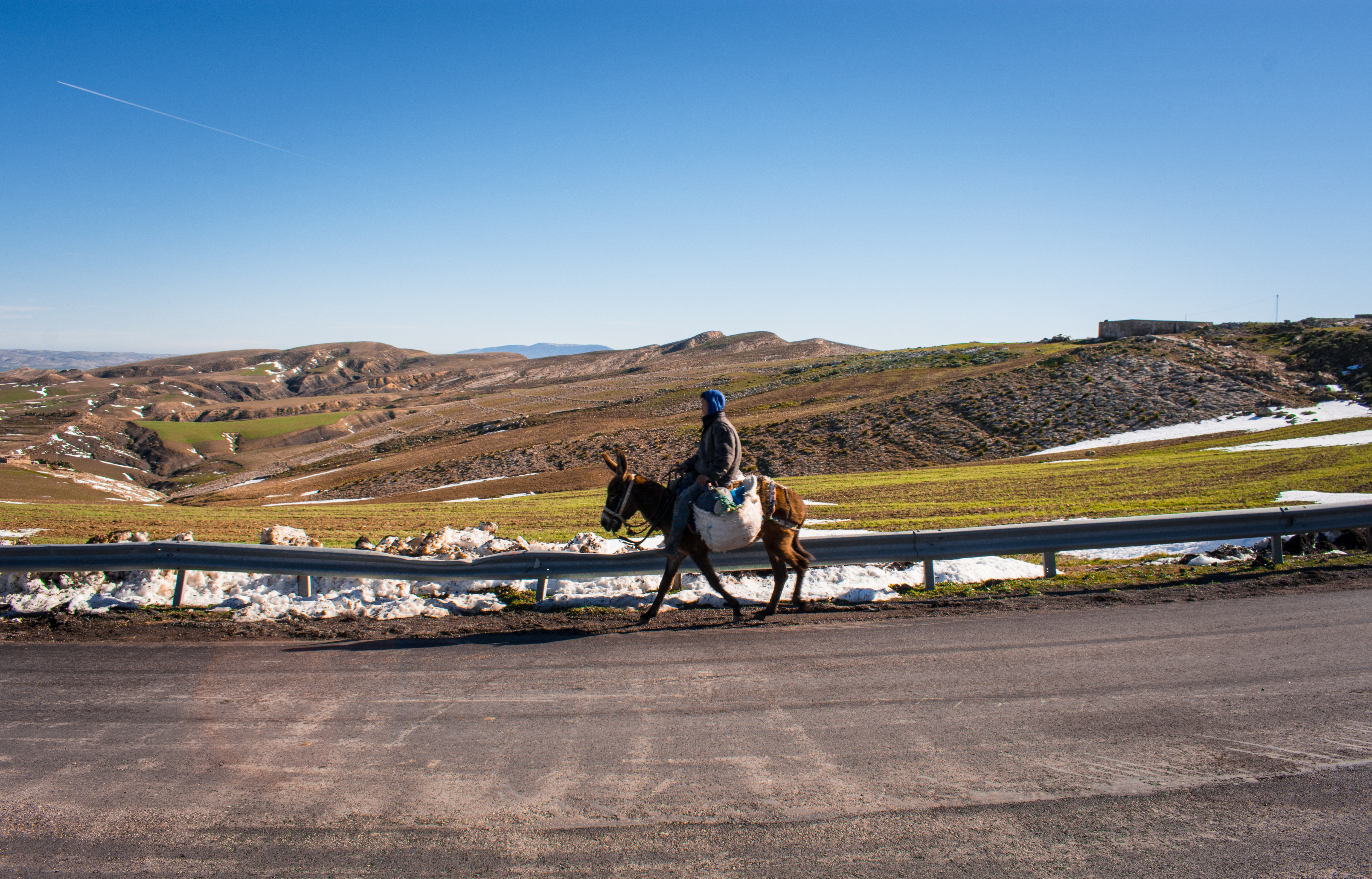
Nieve en enero de 2019.

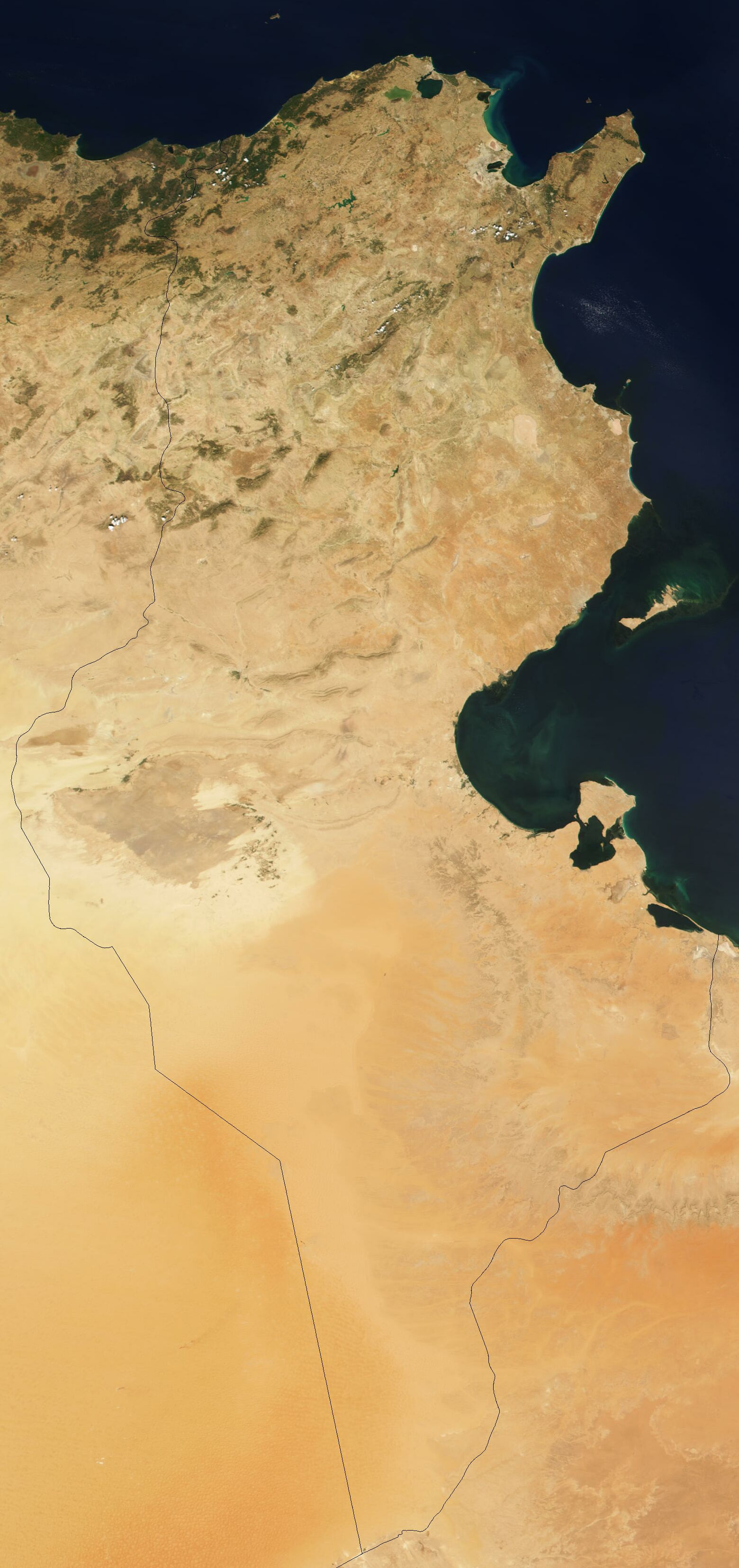
Vista satélite captada en agosto de 2011.

### Topografía
Túnez se divide en tres zonas topográficamente bien distintas. El cuarto norte del país está atravesado por dos sistemas montañosos que constituyen la extensión final de la cordillera del Atlas al este, el Tell o Tell Norte y la Dorsal o Alto Tell. Ambos tienen un relieve más suave que las sierras del Atlas; el de la Dorsal es más acusado, y en ella se encuentran las pocas montañas que sobrepasan los 1500 m s. n. m.; de hecho, tan solo menos de un 1% del territorio supera los 1000 m s. n. m., y más del 65% está por debajo de los 350. Entre ambos sistemas corre el río Meyerda, el más importante del país.
El centro de Túnez está dominado por una serie de planicies situadas en mesetas cuya altitud, decreciente hacia el este (esto es, hacia el Mediterráneo) varía entre los 180 y los 450 m s. n. m. Su altitud las divide en tres regiones, llamadas (de oeste a este) Altas, Bajas y Sahel. Las planicies altas, bordeadas por colinas, cuentan con bases aluviales y las bajas muestran un paisaje rocoso. La zona del Sahel, a su vez, puede dividirse en dos zonas climáticas centradas en sendos golfos mediterráneos, donde el norte es una zona más lluviosa que el sur, más árido.
La mitad sur del país lo ocupa un desierto que acaba por confundirse en el Sáhara, en una región topográficamente baja donde destaca la presencia de lagos salados. Al oeste, lindando con Argelia, el desierto es arenoso y cuenta con las características dunas, mientras que hacia el oeste se va haciendo pedregoso, hasta acabar en las sierras llamadas montañas Ksour.

### Clima
Los principales factores que determinan el clima del país son el mar Mediterráneo, emisor de brisas frías, y el desierto del Sáhara, emisor de calor y vientos secos. La zona montañosa del norte es templada, cuenta con inviernos húmedos (de octubre a abril), con temperaturas medias de 7 °C, y veranos secos y calurosos (de mayo a septiembre), con medias de 27 °C. En las planicies los veranos son muy calurosos y los inviernos templados; en invierno pueden producirse lluvias repentinas, aunque son escasas. En la costa del Sahel el clima es más caluroso cuanto más al sur se vaya. En el desierto las temperaturas se extremizan, con veranos muy cálidos de 38 °C pero de noches frías, e inviernos más fríos que en el resto del país.

### Medio ambiente
Túnez está ampliamente afectado por la desertificación. Hasta 2009 se estimaba la pérdida de unas 13.000 ha anuales de tierra fértil por culpa de la erosión, que unida a la expansión de las ciudades genera el mayor cambio medioambiental de Túnez, reduciendo en gran número su biodiversidad. El norte, poco afectado por la desertificación, sufre sin embargo la presión agrícola, que provoca una gran presión sobre aproximadamente, en datos del año 2009, 3 millones de hectáreas.

### Hidrografía
La inconstancia de las lluvias y otros factores afectan grandemente a los recursos hídricos del país, cuyas aguas varían estacionalmente en casi todo el país. Solo el tercio norte y montañoso de Túnez capta diez veces más agua de lluvia que su mitad sur. De los recursos disponibles, más del 80% es usado en la agricultura.

## Geografía humana

### Mayores ciudades
| Ciudades de Túnez |           |                   |                   |                          |
| Puesto            | Ciudad    | Población en 2006 | Población en 2008 | Gobernación              |
| 1. º              | Túnez     | 989.000           | 993.000           | Gobernación de Túnez     |
| 2. º              | Sfax      | 881.600           | 904.900           | Gobernación de Sfax      |
| 3. º              | Nabeul    | 714.500           | 733.500           | Gobernación de Nabeul    |
| 4. º              | Susa      | 568.100           | 590.400           | Gobernación de Susa      |
| 5. º              | Ben Arous | 531.200           | 555.700           | Gobernación de Ben Arous |
| 6. º              | Kairouan  | 550.300           | 553.800           | Gobernación de Kairouan  |
| 7. º              | Bizerta   | 532.900           | 538.900           | Gobernación de Bizerta   |
| 8. º              | Monastir  | 475.200           | 494.900           | Gobernación de Monastir  |
| 9. º              | Ariana    | 447.200           | 473.100           | Gobernación de Ariana    |
| 10. º             | Medenine  | 440.200           | 447.400           | Gobernación de Medenine  |

### Ciudades con población en abril de 2014
- Den Den MAN 17,122
- Akouda SUS 27,200
- El Aïn SAF 43,337
- El Fahs ZAG 23,556
- El Hamma QAB 41,607
- Hammamet NAB 73,236
- El Djem MAD 21,234
- Djedeida MAN 28,660
- Le Kef KAF 54,690
- Le Kram TUN 74,132
- Mahdia MAD 51,833
- La Marsa TUN 92,987
- Métlaoui QAF 38,129
- Moknine MUN 57,111
- Monastir MUN 93,306
- Mornaguia MAN 19,834
- El Mourouj BAR 104,586
- Kalâa Kébira SUS 53,323
- Kalâa Seghira SUS 34,548
- El Ksar QAF 33,729
- Kasserine QAS 83,534
- Kairouan QAY 139,070
- Ouerdanine MUN 21,814
- Redeyef QAF 25,046
- Ariana ARY 114,486
- Chebba MAD 22,227
- Chihia SAF 26,300
- Ettadhamen-Mnihla ARY 142,953
- Ezzahra BAR 34,962
- Béja BAJ 62,303
- Béni Khiar NAB 21,626
- Bizerte BIN 136,917
- Le Bardo TUN 71,961
- Ben Guerdane MAD 66,567
- Ben Arous BAR 88,322
- Bou Mhel El Bassatine BAR 40,101
- Bou Mhel El Bassatine BAR 40,101
- Bou Salem JUN 21,638
- Dar Châabane NAB 42,140
- Douar Hicher MAN 82,532
- Douz QIB 30,245
- Fériana QAS 29,572
- Ghannouch QAB 28,051
- Ghardimaou JUN 19,495
- La Goleta TUN 45,711
- Hammam Lif BAR 42,518
- Hammam Chott BAR 31,810
- Hammam Sousse SUS 42,937
- Jemmal MUN 50,275
- Djerba Ajim MAD 24,294
- Djerba Midoun MAD 63,528
- Djerba Houmt Souk MAD 75,904
- Zarzis MAD 72,611
- Jendouba JUN 45,431
- Medenine MAD 71,406
- Medjez El Bab BAJ 22,287
- La Manouba MAN 41,670
- Menzel Jemil BIN22,238
- Menzel Temime NAB 39,138
- Menzel Bourguiba BIN 54,536
- Mégrine BAR 26,924
- M'saken SUS 60,165
- Mateur BIN 34,010
- Mohamedia-Fouchana BAR 106,167
- Mornag BAR 30,058
- Nabeul NAB 70,437
- Nefta TAW 21,654
- Gabes QAB 130,984
- Gafsa QAF 95,242
- Gremda SAF 40,858
- Ksar Hellal MUN 49,376
- Kébili QIB 20,623
- Kélibia NAB 46,856
- Korba NAB 38,902
- Grombalia NAB 24,299
- Ksour Essef MAD 28,842
- Radès BAR 59,794
- Ras Jebel BIN 28,610
- Raoued ARY 94,961
- Sfax SAF 272,801
- Sakiet Eddaïer SAF 45,767
- Sakiet Ezzit SAF 53,243
- Sidi Bouzid SBZ 48,284
- Sidi Hassine TUN 109,672
- Siliana SIL 31,251
- La Soukra
- Soliman
- Souk Lahad
- Sousse
- Tabarka
- Téboulba
- Tebourba
- Tajerouine
- Takelsa
- Tataouine
- Tozeur
- Thyna
- Tinja
- Túnez
- Moularès
- Oued Ellil
- Zaghouan
- Zaouiet Sousse SUS 20,681[1]

## Áreas protegidas de Túnez

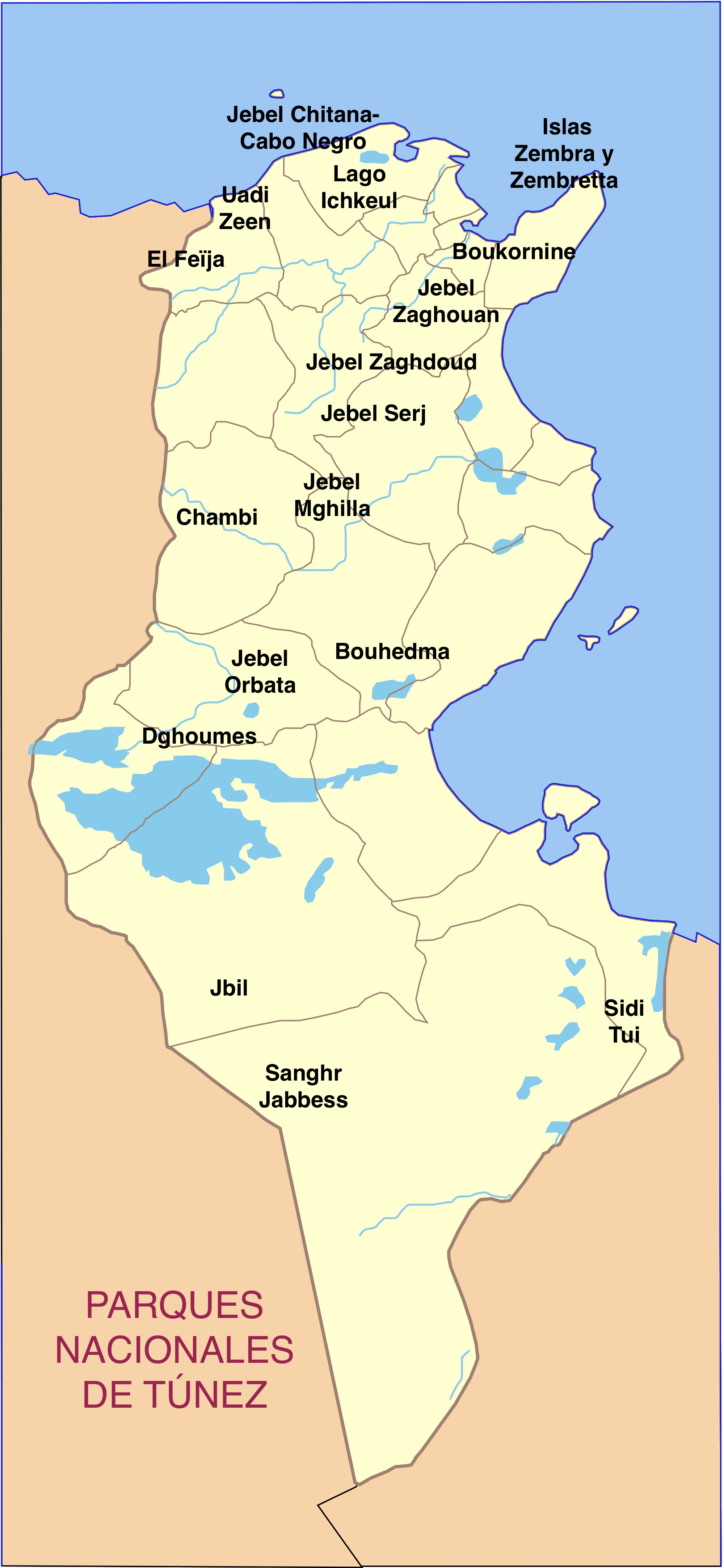
Parques nacionales de Túnez

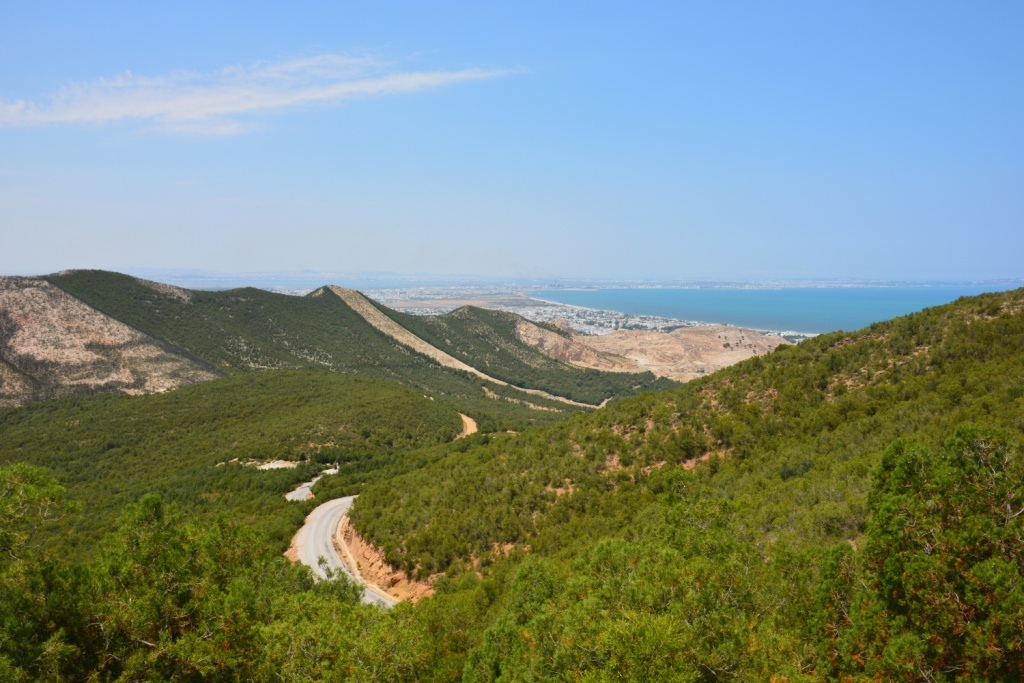
Parque nacional de Boukornine, cerca de Túnez capital.

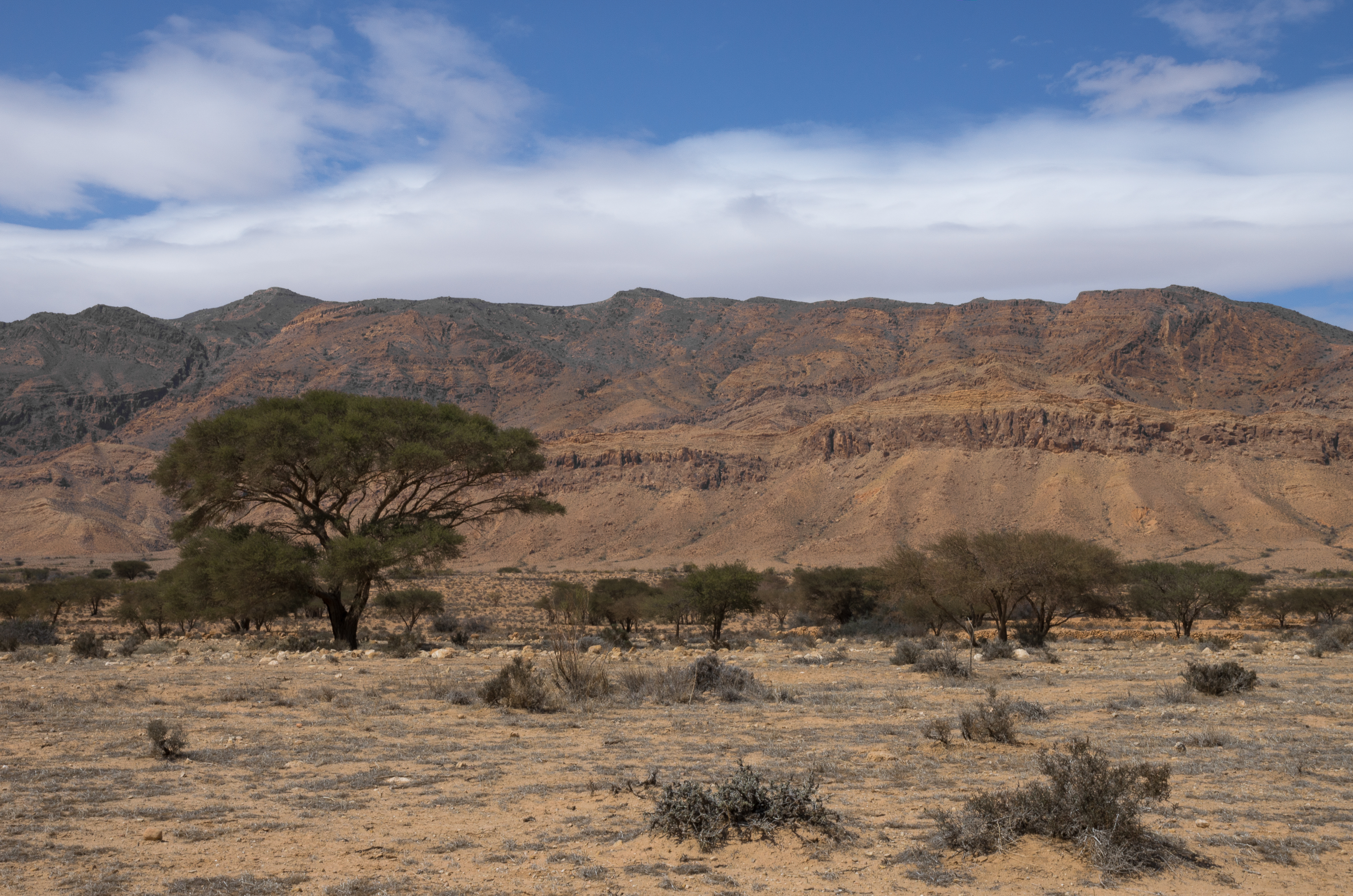
Parque nacional de Bouhedma, en el centro del país.

En Túnez hay 148 áreas protegidas, que cubren una superficie de 12.286 km², el 8 por ciento del territorio, y 1.042 km² de áreas marinas, el 1.04 por ciento de los 10.661 km² que pertenecen al país. Entre las zonas protegidas hay 17 parques nacionales, 4 reservas de fauna, 31 reservas naturales, 2 reservas de aves y 46 humedales, de los que 41 son sitios Ramsar. Djebel o  jebel significa montaña o macizo montañoso en árabe y suele integrarse en el nombre propio del lugar. Uadi o  wadi es una  rambla o cauce de un río que solo lleva agua cuando llueve.
- Parque nacional de Bouhedma, 165 km². Centro del país, una de las últimas estepas arbóreas del norte de África. Gacelas dorcas, arruís, gacela dama, órix blanco, addax, avestruz, etc.[3]

- Parque nacional de Boukornine, 19,39 km². A solo 18 km de la ciudad de  Túnez es considerado un parque urbano. Bordea el litoral norte y culmina a 576 m. Jabalíes, chacales, gatos monteses, puercoespines, camaleones y lagarto ocelados. Presencia de arruí o carnero de berbería.[4]

- Parque nacional de Chambi, 67 km². En el interior, en la Gobernación de Kasserine, creado para proteger el Djebel Chambi, la montaña más alta de Túnez, de 1.544 m. Pinos de Alepo, jabalíes, zorros, hienas, gacelas, rapaces, restos de antiguas minas de plomo, ecomuseo.[5]

- Parque nacional de El Feidja, 26 km². O El Feïja, se halla en Jendouba, en las montañas de la Khroumirie, entre 750 y 1.150 m, al sur del parque nacional del Uadi Zen, en el noroeste de Túnez. Bosques de robles, lentisco, oleastro... Caen más de 1.200 mm de precipitación y en el interior hay una reserva de ciervo de la Berbería de 417 ha.[6] Restos arqueológicos y pinturas rupestres.[7]

- Parque nacional del lago Ichkeul, 126 km². Norte de Túnez, distrito de Bizerta, humedal permanente, refugio de invernada de 180 especies de aves. El lago Ichkeul, alimentado por seis uadis, tiene 50 km². Se añaden las marismas y un risco al sur que culmina a 511 m. Al estar conectado con el mar por un canal, el lago se vuelve salino en verano.[8]

- Parque nacional de Jebel Chitana-Cabo Negro, 101,2 km². Costa norte de Túnez, entre el cabo Serrat y el embalse de Sidi el Barrak. Creado para la salvaguarda de una zona boscosa en la sierra de Jebel Chitana, la turbera de Mejen Ech Chitan, el bosque de Mhibès y el entorno del embalse, donde se encuentran especies raras como el nenúfar blanco europeo y el ciervo de Berbería.[9]

- Parque nacional de Jebel Serj, 17,2 km². En el centro-norte de Túnez, en la vertiente septentrional de la sierra de Djebel Serj, un altiplano de piedra calcárea que culmina a 1.347 m. Posee varios centenares de ejemplares del raro arce de Montpellier, además de pino de Alepo, arrar o alerce africano,  carrasca, etc. En 2016, se introduce la gacela de Cuvier.[10] Hay jabalíes, chacales, zorros y especialmente la hiena rayada. Entre las aves, el águila calzada, el ratonero, el halcón peregrino, el cernícalo, la culebrera europea, etc.

- Parque nacional de Jebil, 1.500 km². Centro-sur, en el desierto del Sahara, 80 km al sur de Douz. Cubre una parte del Gran Erg Oriental tunecino. Gacelas, liebres y víboras. Matorrales como el Calligonum y plantas del género Rhanterium.[11]

- Parque nacional de Sidi Toui, 63,5 km². En el este, cerca de la frontera con Libia. Serranía, estepa y dunas. Depósitos calcáreos y de arenisca con fósiles. Restos de ruinas bereberes, romanas y árabes, con algunos morabitos visitables. Flora esteparia, más rica en los uadis, pero aun así, abundante, que hace que la zona de distinga de los desérticos alrededores.[12]

- Parque nacional de Jebel Zaghdoud, 18 km². Centro norte, en el gobernorato de Kairouan. Es una amplia cuenca natural con bosque de pino de Alepo, oleastros, enebros y zumaques. Ruinas romanas y arte rupestre. Jabalí, chacal, puerco espín, hiena, etc. Numerosas rapaces, incluida el águila real.[13]

- Parque nacional del Uadi Zen, 67 km². El oued Zen se encuentra a 200 km al oeste de Túnez. Forma parte de una región montañosa denominada Khroumirie, situada entre Argelia y Túnez, y es la más húmeda del país, cubierta de bosques de roble andaluz.[14]

- Parque nacional de las islas Zembra y Zembretta, 5,7 km². Islas situadas al noroeste del cabo Bon, al nordeste del país. Primer parque de Túnez, desde 1977. 170 ha de tierra y el resto marinas. La isla de Zembra tiene 4 km² y alcanza 435 m de altitud. Zembretta tiene 400 m de longitud y 50 m de anchura. Apenas vegetación, restos arqueológicos en Zembra. El muflón está introducido. Gaviota de Audouin, halcón peregrino, cormoranes.[15]

- Parque nacional de Dghoumes, 80 km². Centro del país, al norte del gran lago salino de Chott el Djerid, que está bordeado por el norte por una cadena montañoso que marca la divisoria de aguas y que era el límite meridional del Imperio romano. A los pies de esta cresta y al norte se encuentra el oasis de Dghoumes, convertido en parque nacional y sitio Ramsar. Muflones, gatos salvajes, liebres, chacales, zorros y puerco espines. Entre las aves, la ganga moteada, la alondra ibis, la terrera sahariana, la prinia desértica y, en periodo invernal, el flamenco rosa.[16] En 2007 se liberan en la zona oryx blancos.[17]

- Parque nacional de Jebel Zaghouan, 20,4 km². Al norte de Djebel Zaghouan, en el nordeste de la dorsal tunecina, 9 km de sierra caliza llena de cuevas, de donde salía el agua para Cartago. Bosques de pino de Alepo, con algarrobos, robles, jabalíes, chacal, mangosta, etc. A solo 35 km de Hammamet.[18]

- Parque nacional de Jebel Mghilla, 162 km². Centro norte, en el Atlas, gobernación de Kasserine y Sidi Bouzid. Pino de Alepo, enebro, pistachos, gineta, mangosta, chacal... perdiz, tórtola, jilguero, ruiseñor, codorniz, paloma bravía, etc.[19]

- Parque nacional de Jebel Orbata, 52 km². En el Atlas tunecino, para preservar el ecosistema montano protegiendo especies como el pino de Alepo, el enebro, el arruí, la gacela arábiga, el muflón y el avestruz. Jebel Orbata es una sierra de unos 60 km de longitud, orientada de sudoeste a nordeste, que culmina a 1.165 m.

- Parque nacional de Sanghr Jabbess o Seghar Jabbes, 2.804 km². Al sur del gran lago salino de Chott el Djerid, en pleno Sahara.

#### Reservas naturales
- Galite – Galiton Khchem El Kelb
- Ettella Jbel Serj (en 2010, reconvertida en parque nacional)
- Jebel Bouramli Iles Kneiss
- Mejen Chitane Jebel Khroufa
- Sebkhat kelbia Ile de Chikly
- Aïn Chrichira Jebel Touati
- Turbera de Dar Fatma Aïn Zana
- Grutas de Chauves-souris y Jardín Botánico de Túnez
- Thelja Jebel Bent Ahmed
- Saddine Oued Dkouk
- Jebel Hammamet El Gonna
- Uadi Gabes Kef Errai
- Jebel Rihana-Jebel Goulèbe Mellègue – Jebel Essif
- Jebel Ghorra
- Ain Zana
- Jebel Saddine

#### Reservas de fauna
- Ain Baccouche, 90 ha, creada en 1969 en la gobernación de Jendouba
- Dar Chichou, 100 ha, creada en 1964 en Nabeul
- Orbata, 200 ha, creada en 1967 en Gafsa. El monte Orbata culmina a 1165 m en los montes de Gafsa.[20]
- M’Hibeus, o Mhibes, 370 ha, creada en 1970 en Bizerte para proteger el ciervo de Berbería. Posee la zenaia (bosque de alcornoques y robles) más oriental del mundo y la más septentrional de Túnez.